# Lavotchkin La-7
O Lavochkin La-7 (em russo: Лавочкин Ла-7) foi um avião de caça a pistão, monolugar, monomotor e monoplano, desenvolvido na União Soviética pela Lavochkin, durante a Segunda Guerra Mundial. Foi desenvolvido a partir do Lovochkin La-5, e foi o último de uma família de caças que começou com o LaGG-1 em 1938. O seu primeiro voo deu-se no início de 1944 e entrou em serviço pela Força Aérea Soviética no final de 1944. Um pequeno número de exemplares foi entregue à Força Aérea da Checoslováquia em 1945, apesar de não ter sido exportado. Armado com duas ou três metralhadoras de 20 milímetros, conseguia alcançar uma velocidade máxima de 661 quilómetros por hora. O La-7 era considerado pelos seus pilotos como um equivalente de todas as aeronaves a pistão da Luftwaffe, tendo mesmo abatido um Messerschmitt Me 262. Deixou de servir na Força Aérea Soviética em 1947, porém continuou a servir até 1950 na Força Aérea da Checoslováquia. Ao todo, foram produzidos cerca de 5753 exemplares.

## Variantes
La-7TK - Um exemplar usado para testar o turbocompressor TK-3 em Julho de 1944, na esperança de melhorar a capacidade da aeronave em alcançar grandes altitudes. Ficou destruído depois de se desintegrar em pleno voo.
La-7R - Plataforma de testes para o motor a foguete RD-1KhZ. Apesar de este motor a foguete aumentar a velocidade da aeronave em 80 quilómetros por hora, as outras qualidades da aeronave deterioraram-se. Quinze voos foram realizados no início de 1945, embora o motor a foguete tenha explodido no dia 12 de Maio. A aeronave foi reparada, e outra explosão ocorreu, desta vez em pleno voo; o piloto, mesmo assim, conseguiu aterrar a aeronave em segurança. Desconhecem-se detalhes de voos posteriores, contudo o La-7R foi exposto no Espectáculo Aéreo de Tushino, em Agosto de 1946.
La-7PVRD - Plataforma de testes para dois motores ramjet instalados por baixo das asas. Esperava-se que a aeronave alcançasse a velocidade de 800 quilómetros por hora a uma altitude de 6000 metros, porém nunca conseguiu ir além dos 670 km/h devido ao arrasto provocado pelos próprios motores.
La-7/M-71 - Um exemplar equipado com um motor Shvetsov M-71, em 1944. Contudo, o motor revelou ainda não estar pronto para serviço, e este programa foi cancelado.
La-7UTI - Versão de treino e instrução com dois lugares. O seu armamento consistia numa única metralhadora de 20 milímetros e o sistema de refrigeração encontrava-se por baixo do motor. Estava equipado com um rádio e uma câmara de filmar. Consideravelmente mais pesado que a versão de combate aéreo, conseguia ainda assim manter todas as características de voo. 584 foram construídos, e os últimos dois exemplares foram entregues em 1947.